# ピットカーン
ピットカーン (Pitcairn) はアイルランド生まれの競走馬及び種牡馬である。

競走馬としてはミドルパークステークス2着、デューハーストステークス2着、アイリッシュ2000ギニー2着と大レースで勝ちきることが出来なかったが、種牡馬としてエラマナムーを送り出して1980年の英愛リーディングサイアーに輝いた。

## 経歴
父ペティンゴ (Petingo)はサセックスステークス、ミドルパークステークス、セントジェームズパレスステークス、2000ギニー2着など9戦6勝の競走成績を残し、種牡馬としてイングリッシュプリンス(1974年愛ダービー)、トロイ(1979年ダービー)などを輩出した。トロイが活躍した1979年には英愛リーディングサイアーに輝いており、Cyllene、Polymelus、Phalaris、Fairway、Fair Trial、Petitionと 7代連続でリーディングサイアーとなった。
母Border Bountyはヨークシャーオークス2着などの実績を残した活躍馬で、ピットカーンの全兄弟に日本で最優秀古馬牝馬となったルイジアナピットの父となるヴァリィフォージュを産んだ。
2歳時の1973年はミドルパークステークス2着、シャンペンステークス2着、デューハーストステークス3着と好走するも重賞制覇には至らなかった。
3歳時の1974年はハンガーフォードステークス、
ブルーリバンドトライアルステークス、グッドウッドマイルとG3レースを3勝し、アイリッシュ2000ギニーとチャンピオンステークスで2着に入った。
種牡馬入りしてすぐにエラマナムーを出して英愛リーディングサイアーに輝いたが、その時には既に日本に輸出されていた。
日本では1979年より種付けを開始。1986年頃まで毎年安定して60頭台の牝馬を集め、産駒から中央競馬の重賞勝ち馬を4頭出し、日本総合サイアーランキングは1988年の43位が最高であった。
1995年の種付けを最後に種牡馬を引退し、そのまま日本で余生を送っていたが、2004年12月3日に繋養先の日本軽種馬協会那須種馬場で死亡した。

## 主な産駒
- Cairn Rouge（1979年アイリッシュ1000ギニー、1980年チャンピオンステークス、1980年コロネーションステークス、1980年ベンソン&ヘッジズゴールドカップ2着）[3]
- Ela-Mana-Mou（1980年キングジョージ6世&クイーンエリザベスダイヤモンドステークス、1980年エクリプスステークス、1979年キングエドワード7世ステークス、1978年ロイヤルロッジステークス、1980年プリンスオブウェールズステークス、1980年凱旋門賞3着）[4]
- カネクロシオ（1984年ステイヤーズステークス、1985年新潟大賞典）[5]
- ソウシンホウジュ（1988年エプソムカップ、1988年中山牝馬ステークス）[6]
- サザンビーナス（1988年函館3歳ステークス）[7]
- ハセベルテックス（1987年フラワーカップ）[8]
- Flighting（1981年プリンセスロイヤルステークス）[9]
- ワンダーナルビー（1989年弥生賞2着）[10]
- クラウンルイヤー（1987年京都記念3着、1986年鳴尾記念3着）[11]
- Yanuka（1980年1000ギニー3着）[12]

## 血統表
| ピットカーンの血統                  | ピットカーンの血統                                                        | ピットカーンの血統                                                        | （血統表の出典）                                                          | （血統表の出典） |
| 父系                                | （フェアウェイ系＞ペティション系                                          | （フェアウェイ系＞ペティション系                                          | （フェアウェイ系＞ペティション系                                          | [ § 2 ]          |
| 父 Petingo 1965 鹿毛 イギリス       | 父の父Petition 1944 青鹿毛 イギリス                                       | Fair Trial                                                                | Fairway                                                                   | Fairway          |
| 父 Petingo 1965 鹿毛 イギリス       | 父の父Petition 1944 青鹿毛 イギリス                                       | Fair Trial                                                                | Lady Juror                                                                |                  |
| 父 Petingo 1965 鹿毛 イギリス       | 父の父Petition 1944 青鹿毛 イギリス                                       | Art Paper                                                                 | Artists Proof                                                             | Artists Proof    |
| 父 Petingo 1965 鹿毛 イギリス       | 父の父Petition 1944 青鹿毛 イギリス                                       | Art Paper                                                                 | Quire                                                                     |                  |
| 父 Petingo 1965 鹿毛 イギリス       | 父の母Alcazar 1957 栗毛 フランス                                          | Alycidon                                                                  | Donatello                                                                 | Donatello        |
| 父 Petingo 1965 鹿毛 イギリス       | 父の母Alcazar 1957 栗毛 フランス                                          | Alycidon                                                                  | Aurora                                                                    |                  |
| 父 Petingo 1965 鹿毛 イギリス       | 父の母Alcazar 1957 栗毛 フランス                                          | Quarterdeck                                                               | Nearco                                                                    | Nearco           |
| 父 Petingo 1965 鹿毛 イギリス       | 父の母Alcazar 1957 栗毛 フランス                                          | Quarterdeck                                                               | Poker Chip                                                                |                  |
| 母 Border Bounty 1965 鹿毛 イギリス | 母の父バウンティアス 1958 鹿毛 イギリス                                   | Rockefella                                                                | Hyperion                                                                  | Hyperion         |
| 母 Border Bounty 1965 鹿毛 イギリス | 母の父バウンティアス 1958 鹿毛 イギリス                                   | Rockefella                                                                | Rockfel                                                                   |                  |
| 母 Border Bounty 1965 鹿毛 イギリス | 母の父バウンティアス 1958 鹿毛 イギリス                                   | Marie Elizabeth                                                           | Mazarin                                                                   | Mazarin          |
| 母 Border Bounty 1965 鹿毛 イギリス | 母の父バウンティアス 1958 鹿毛 イギリス                                   | Marie Elizabeth                                                           | Miss Honor                                                                |                  |
| 母 Border Bounty 1965 鹿毛 イギリス | 母の母B Flat 1958 鹿毛 イギリス                                           | Chanteur                                                                  | Chateau Bouscaut                                                          | Chateau Bouscaut |
| 母 Border Bounty 1965 鹿毛 イギリス | 母の母B Flat 1958 鹿毛 イギリス                                           | Chanteur                                                                  | La Diva                                                                   |                  |
| 母 Border Bounty 1965 鹿毛 イギリス | 母の母B Flat 1958 鹿毛 イギリス                                           | Ardeen                                                                    | Ardan                                                                     | Ardan            |
| 母 Border Bounty 1965 鹿毛 イギリス | 母の母B Flat 1958 鹿毛 イギリス                                           | Ardeen                                                                    | Peradventure (Family:7-a)                                                 |                  |
| 母系(F-No.)                         | 7号族(FN:7-a)                                                             | 7号族(FN:7-a)                                                             | 7号族(FN:7-a)                                                             | [ § 3 ]          |
| 5代内の近親交配                     | Fairway・PharosS4×S5=9.38%、HyperionM4×S5=9.38%、Gainsborough S5×M5=6.25% | Fairway・PharosS4×S5=9.38%、HyperionM4×S5=9.38%、Gainsborough S5×M5=6.25% | Fairway・PharosS4×S5=9.38%、HyperionM4×S5=9.38%、Gainsborough S5×M5=6.25% | [ § 4 ]          |
| 出典                                | 1. 2. 3. 4.                                                               | 1. 2. 3. 4.                                                               | 1. 2. 3. 4.                                                               | 1. 2. 3. 4.      |